# すなふえ
すなふえ（1980年11月13日 - ）は、日本のキャラクター映像作家。脚本家である。

## 来歴・人物
2003年頃からFLASHアニメ制作を開始。2ちゃんねるのFLASH・動画板（フラッシュ・どうがいた）を中心にインディーズの映像作品を発表する。
2006年に映像コンテンツ制作企業「DLE」に入社、本格的にクリエーターとしての活動を開始。テレビ東京系列「ファイテンション☆デパート」、「ファイテンション☆スクール」にて放映された『かくざ父さん』シリーズの監督・脚本・制作をする。
2008年にDLEを退社し塚原重義とともに映像クリエイター支援組織株式会社弥栄堂フヰルムを設立。取締役に就任した。
『かくざ父さん』『海底ミカンの皮マイル』「ポンピヨ探偵事務所」等のようなコマ撮りアニメの制作を中心に、「うんこさん-ツイてる人にしか見えない妖精-」「ドーリィ☆バラエティ」（人形劇パート内）等の短編映像の脚本も手掛ける。
現在はフリーランスで活躍する。

## テレビアニメ
- 部長ハシビロ耕作（2007年）監督・脚本　※原案は蛙男商会

- かくざ父さん（2007-2008年）監督・脚本・絵コンテ・演出・シリーズ構成（テレビ東京系列「ファイテンション☆デパート」、「ファイテンション☆スクール」にて放映（全36話）三井製糖のCMキャラクターとして起用される）
- ドーリィ☆バラエティ（2008年）（人形劇パート内「軽音楽降霊部」「代官山ベンジャミン」）監督
- 炬燵猫（2009-2010年）監督
- カッコカワイイ宣言!（2011年）撮影監督
- ポンピヨ探偵事務所（2012年）脚本・映像制作（NHK　Eテレ「青山ワンセグ開発」にて放映）

## OVA
- 海底ミカンの皮マイル（2008年）監督・脚本・絵コンテ・演出
- カッコカワイイ宣言!（2011年）撮影監督

## 脚本
- かくざ父さん（2007-2008年）
- ドーリィ☆バラエティ（2008年）（人形劇パート内「軽音楽降霊部」「代官山ベンジャミン」）監督・脚本
- うんこさん-ツイてる人にしか見えない妖精-（2009年）脚本・シリーズ構成
- ポンピヨ探偵事務所（2012年）

## 素人時代
- 「真っ赤な封筒」
- 「ヤッタンボ」
- 「モッナロビン音頭」
- 「私を野球に連れてって」
- 「通天閣」
- 「ドクオのバイのバイのバイ」
- 「混乱と怒涛の2ちゃんねる2003年史。超巨大掲示板こと2ちゃんねるに何が起きたのか？人気アスキーアート流石兄弟でお送りする愛と夢と感動のドキュメンタリーのような作品。」
- 「混乱と怒涛の2ちゃんねる2004年史～ω04」
- 「楽しい著作権の話」
- 「ネタバレダイジェスト」
- 「ファンキーブッダ」

## 声の出演
- 通勤大戦争（2005年）（駅アナウンス）
- ファンキーブッダ（2006年）（語り）
- アームズラリー（2007年）（シャオ・シー（ジャンク店店長））
- Yahoo!きっずCM「ちょぼっと☆ちょボット」（2007年）（スナギモさん）
- レオナルド博士とキリン村のなかまたち（2008年）（笹岡剛）
- 星新一ショートショート「うるさい相手」（2008年）（ロボット）